# الانتخابات العامة التركية 2011
الانتخابات العامة التركية في عام 2011 أجريت هذه الانتخابات العامة في 12 يونيو 2011 لانتخاب أعضاء الدورة البرلمانية الـ24 وهي أول انتخابات عامة في تركيا لم تجر "مبكرًا" بعد 34 عاما. 

## البدايات
وبموجب التعديلات الدستورية التي دخلت حيز التنفيذ باستفتاء 21 أكتوبر 2007، تم تخفيض فترة الانتخابات العامة من 5 سنوات إلى 4 سنوات. 
أعلن رئيس الوزراء رجب طيب أردوغان، آنذاك في بيانه الصادر في 3 أكتوبر/تشرين الأول 2010، أن الانتخابات العامة ستجرى قبل شهر واحد من موعدها الطبيعي - في بداية يونيو/حزيران. و خلال جلسة البرلمان التركي يوم 3 مارس 2011، تمت الموافقة بالإجماع على اقتراح إجراء الانتخابات العامة البرلمانية يوم الأحد 12 يونيو 2011 في الجمعية العامة للبرلمان التركي. 
وفي عام 2010 تم إجراء بعض التغييرات على قانون الانتخابات وبموجب هذا التعديل وسمح بالدعاية باللغة الكردية في الانتخابات. عدا عن ذلك، فبدلاً من صناديق الاقتراع الخشبية، هناك صناديق يبلغ عرضها 40، وطولها 55، وارتفاعها 50. تم استخدام الصناديق المصنوعة من البلاستيك الصلب الشفاف والمقاوم للحرارة والكسر. و تم تمديد فترة الدعاية على اللوحات الإعلانية من 20 يومًا إلى 30 يومًا.  ولأول مرة في هذه الانتخابات، يمكن لمن يبلغون من العمر 25 عاماً أن يصبحوا مرشحين برلمانيين. 
حصد حزب العدالة والتنمية 186على مليوناً و544 ألف ليرة تركية وحزب الشعب الجمهوري 83 مليوناً و608 آلاف؛ وحصل حزب الحركة القومية على 57 مليوناً و148 ألف ليرة من المساعدات الانتخابية. 

## الأحزاب المشاركة في الانتخابات
وبموجب قرار المجلس الأعلى للانتخابات المؤرخ في 5 مارس 2011، يحق لـ 27 حزبا سياسيا المشاركة في الانتخابات.  ومن بين هذه الأحزاب، قرر حزب السلام والديمقراطية وحزب العمل والحزب الجديد عدم المشاركة في الانتخابات قبل إجراء قرعة أوراق الاقتراع، ودخل 24 حزبا إلى أوراق الاقتراع.  وانسحبت 6 من هذه الأحزاب الـ 24 من الانتخابات بقرارها عدم المشاركة في الانتخابات أو بعدم تقديم القائمة قبل مرحلة تقديم القائمة. الأحزاب التي لم يتم إدراجها: حزب البديل ، حزب تركيا المستقلة ، حزب المساواة والديمقراطية ، حزب الشباب ، حزب نهضة الشعب ، حزب تركيا .  ورغم أن حزب الحقوق والحريات قدم قائمة، إلا أنه قرر لاحقا عدم المشاركة في الانتخابات.  وبذلك انخفض عدد الأحزاب السياسية المشاركة في انتخابات 12 يونيو 2011 باسمها الخاص إلى 17 حزباً. وفي 18 أبريل 2011، قرر المجلس الأعلى للانتخابات عدم السماح لحزب الحرية والتضامن  وحزب الوطن بالمشاركة في الانتخابات.  وهكذا، ووفقاً للقائمة المؤقتة للمرشحين المشاركين في الانتخابات التي أجريت في 12 يونيو 2011، والتي أعلنها المجلس الأعلى للانتخابات، تم تحديد عدد الأحزاب السياسية المشاركة في الانتخابات بـ 15 حزباً. 

### عدد النواب المنتخبين حسب المحافظات
في 2 مارس/آذار 2011، نشر المجلس الانتخابي الأعلى عدد النواب الذين سيتم انتخابهم عن طريق الدوائر الانتخابية بناءً على نتائج التعداد السكاني لعام 2010 الذي أجراه معهد الإحصاء التركي.
وعليه، ففي حين ارتفع عدد النواب المنتخبين في 14 محافظة مقارنة بالانتخابات السابقة، فقد انخفض في 28 محافظة ولم يتغير عدد النواب المنتخبين عن 39 محافظة مرة أخرى، مع هذا النظام، كان لدى إسطنبول أكبر عدد من النواب بـ 85، وكانت مدينة بايبورت أقل عدد من النواب بـ 1.
وفي حين كان هناك 78 ألف ناخب لكل عضو في البرلمان في المتوسط في تركيا في الانتخابات العامة لعام 2007، فإن المرشحين الذين حصلوا على أكثر من 20 ألف صوت في المحافظات ذات الكثافة السكانية المنخفضة مثل شرناق وهكاري وبايبورت دخلوا البرلمان.
وفي انتخابات 2011، كان هناك 103 آلاف ناخب لكل عضو في البرلمان في إسطنبول، حيث كان هناك 8,829,393 ناخباً، و104 آلاف ناخب لكل عضو في البرلمان في أنقرة، حيث كان هناك 3,237,446 ناخباً إلا أن هذه المعدلات كانت 55 ألفًا في تونجلي و40 ألفًا في هكاري وتكرر الأمر نفسه في انتخابات 2015.